# Rgveda
Rgveda (sanskrt: ऋग्वेद ṛgveda,  tatpuruša složenica od ṛc "pohvala, stih" i veda "znanje") jest zbirka himni na vedskome sanskrtu koja se smatra jednim od četiri najsvjetija vjerska teksta hindusa, poznatih kao Vede. Također se smatra jednom od najstarijih zbirki ideja u povijesti čovječanstva. Zemljopisne i narodnosne reference u Rigvedi daju naznake da je bila sastavljena u drugoj polovici 2. tisućljeća pr. Kr. za vrijeme vedskoga razdoblja u Pandžabu (Sapta Sindhu), što je čini jednom od najstarijih očuvanih tekstova na nekom od indoeuropskih jezika te jednim od najstarijih vjerskih tekstova na svijetu uopće. Kroz vjekove se prenosila usmenom predajom te se vjerojatno nije zapisala sve do kasne antike ili ranog srednjeg vijeka.